# سری‌های واکنشی بوون
|  |  | سری‌های پیوسته (کانی‌های فلسیک) | سری‌های پیوسته (کانی‌های فلسیک) | سری‌های پیوسته (کانی‌های فلسیک) | سری‌های پیوسته (کانی‌های فلسیک) | سری‌های پیوسته (کانی‌های فلسیک) | سری‌های پیوسته (کانی‌های فلسیک) |  |  | سری‌های ناپیوسته (کانی‌های مافیک) | سری‌های ناپیوسته (کانی‌های مافیک) | سری‌های ناپیوسته (کانی‌های مافیک) | سری‌های ناپیوسته (کانی‌های مافیک) | سری‌های ناپیوسته (کانی‌های مافیک) | سری‌های ناپیوسته (کانی‌های مافیک) |  |  | بالا            | بالا            | بالا            | بالا            | بالا            | بالا            |  |  |  |  |  |  |  |  |  |  |  |  |  |  |
|  |  | سری‌های پیوسته (کانی‌های فلسیک) | سری‌های پیوسته (کانی‌های فلسیک) | سری‌های پیوسته (کانی‌های فلسیک) | سری‌های پیوسته (کانی‌های فلسیک) | سری‌های پیوسته (کانی‌های فلسیک) | سری‌های پیوسته (کانی‌های فلسیک) |  |  | سری‌های ناپیوسته (کانی‌های مافیک) | سری‌های ناپیوسته (کانی‌های مافیک) | سری‌های ناپیوسته (کانی‌های مافیک) | سری‌های ناپیوسته (کانی‌های مافیک) | سری‌های ناپیوسته (کانی‌های مافیک) | سری‌های ناپیوسته (کانی‌های مافیک) |  |  | بالا            | بالا            | بالا            | بالا            | بالا            | بالا            |  |  |  |  |  |  |  |  |  |  |  |  |  |  |
|  |  | پلاژیوکلازها (غنی از کلسیم)   | پلاژیوکلازها (غنی از کلسیم)   | پلاژیوکلازها (غنی از کلسیم)   | پلاژیوکلازها (غنی از کلسیم)   | پلاژیوکلازها (غنی از کلسیم)   | پلاژیوکلازها (غنی از کلسیم)   |  |  | الیوین                          | الیوین                          | الیوین                          | الیوین                          | الیوین                          | الیوین                          |  |  |                 |                 |                 |                 |                 |                 |  |  |  |  |  |  |  |  |  |  |  |  |  |  |
|  |  | پلاژیوکلازها (غنی از کلسیم)   | پلاژیوکلازها (غنی از کلسیم)   | پلاژیوکلازها (غنی از کلسیم)   | پلاژیوکلازها (غنی از کلسیم)   | پلاژیوکلازها (غنی از کلسیم)   | پلاژیوکلازها (غنی از کلسیم)   |  |  | الیوین                          | الیوین                          | الیوین                          | الیوین                          | الیوین                          | الیوین                          |  |  |                 |                 |                 |                 |                 |                 |  |  |  |  |  |  |  |  |  |  |  |  |  |  |
|  |  |                               |                               |                               |                               |                               |                               |  |  | پیروکسن                         |                                 |                                 |                                 |                                 |                                 |  |  |                 |                 |                 |                 |                 |                 |  |  |  |  |  |  |  |  |  |  |  |  |  |  |
|  |  |                               |                               |                               |                               |                               |                               |  |  |                                 |                                 |                                 |                                 |                                 |                                 |  |  |                 |                 |                 |                 |                 |                 |  |  |  |  |  |  |  |  |  |  |  |  |  |  |
|  |  |                               |                               |                               |                               |                               |                               |  |  | آمفیبول                         |                                 |                                 |                                 |                                 |                                 |  |  |                 |                 |                 |                 |                 |                 |  |  |  |  |  |  |  |  |  |  |  |  |  |  |
|  |  |                               |                               |                               |                               |                               |                               |  |  |                                 |                                 |                                 |                                 |                                 |                                 |  |  |                 |                 |                 |                 |                 |                 |  |  |  |  |  |  |  |  |  |  |  |  |  |  |
|  |  | پلاژیوکلازها (غنی از سدیم)    | پلاژیوکلازها (غنی از سدیم)    | پلاژیوکلازها (غنی از سدیم)    | پلاژیوکلازها (غنی از سدیم)    | پلاژیوکلازها (غنی از سدیم)    | پلاژیوکلازها (غنی از سدیم)    |  |  | بیوتیت (میکای سیاه)             | بیوتیت (میکای سیاه)             | بیوتیت (میکای سیاه)             | بیوتیت (میکای سیاه)             | بیوتیت (میکای سیاه)             | بیوتیت (میکای سیاه)             |  |  | دمای نسبی بلورش | دمای نسبی بلورش | دمای نسبی بلورش | دمای نسبی بلورش | دمای نسبی بلورش | دمای نسبی بلورش |  |  |  |  |  |  |  |  |  |  |  |  |  |  |
|  |  | پلاژیوکلازها (غنی از سدیم)    | پلاژیوکلازها (غنی از سدیم)    | پلاژیوکلازها (غنی از سدیم)    | پلاژیوکلازها (غنی از سدیم)    | پلاژیوکلازها (غنی از سدیم)    | پلاژیوکلازها (غنی از سدیم)    |  |  | بیوتیت (میکای سیاه)             | بیوتیت (میکای سیاه)             | بیوتیت (میکای سیاه)             | بیوتیت (میکای سیاه)             | بیوتیت (میکای سیاه)             | بیوتیت (میکای سیاه)             |  |  | دمای نسبی بلورش | دمای نسبی بلورش | دمای نسبی بلورش | دمای نسبی بلورش | دمای نسبی بلورش | دمای نسبی بلورش |  |  |  |  |  |  |  |  |  |  |  |  |  |  |
|  |  |                               |                               |                               |                               |                               |                               |  |  |                                 |                                 |                                 |                                 |                                 |                                 |  |  |                 |                 |                 |                 |                 |                 |  |  |  |  |  |  |  |  |  |  |  |  |  |  |
|  |  |                               |                               |                               |                               | ارتوکلاز (فلدسپات پتاسیم)     |                               |  |  |                                 |                                 |                                 |                                 |                                 |                                 |  |  |                 |                 |                 |                 |                 |                 |  |  |  |  |  |  |  |  |  |  |  |  |  |  |
|  |  |                               |                               |                               |                               |                               |                               |  |  |                                 |                                 |                                 |                                 |                                 |                                 |  |  |                 |                 |                 |                 |                 |                 |  |  |  |  |  |  |  |  |  |  |  |  |  |  |
|  |  |                               |                               |                               |                               | موسکویت (میکای سفید)          |                               |  |  |                                 |                                 |                                 |                                 |                                 |                                 |  |  |                 |                 |                 |                 |                 |                 |  |  |  |  |  |  |  |  |  |  |  |  |  |  |
|  |  |                               |                               |                               |                               |                               |                               |  |  |                                 |                                 |                                 |                                 |                                 |                                 |  |  |                 |                 |                 |                 |                 |                 |  |  |  |  |  |  |  |  |  |  |  |  |  |  |
|  |  |                               |                               |                               |                               | کوارتز (کانی فلسیک)           |                               |  |  |                                 |                                 |                                 |                                 |                                 |                                 |  |  |                 |                 |                 |                 |                 |                 |  |  |  |  |  |  |  |  |  |  |  |  |  |  |
|  |  |                               |                               |                               |                               |                               |                               |  |  |                                 |                                 |                                 |                                 |                                 |                                 |  |  | پایین           |                 |                 |                 |                 |                 |  |  |  |  |  |  |  |  |  |  |  |  |  |  |

در زمین‌شناسی، سری‌های واکنشی بوون (انگلیسی: Bowen's reaction series) به پژوهش‌های انجام‌شده توسط نورمن ال بوون پترولوژیست کانادایی گفته می‌شود که بر اساس آزمایش‌ها و مشاهدات سنگ‌های طبیعی، توالی تبلور کانی‌های سیلیکات معمولی از ماگمای بازالتی معمولی تحت تبلور جزءبه‌جزء را نشان داد (یعنی نوعی تبلور که در آن بلورهای اولیه با ته‌نشین شدن بلور از ماگما خارج می‌شوند و مایعی با ترکیب کمی متفاوت به‌جا می‌ماند). سری‌های واکنشی بوون قادر به توضیح این است که چرا انواع خاصی از کانی‌ها با هم یافت می‌شوند در حالی که بقیه تقریباً هرگز با یکدیگر مرتبط نیستند. او در اوایل دهه ۱۹۰۰ آزمایش‌های خود را با حرارت‌دادن مواد سنگی پودرشده تا نقطه ذوب و سپس خنک‌کردن تا دمای موردنظر انجام داد و پس از آن انواع کانی‌های تشکیل‌شده در سنگ‌های تولیدشده را مشاهده کرد. او این فرایند را با دماهای به‌تدریج سردتر تکرار کرد و با نتایج به‌دست‌آمده، سری واکنشی خود را فرمول‌بندی کرد که امروزه نیز به عنوان فرایند آرمانی توالی کانی‌های تولیدشده بر اثر سرد شدن ماگمای بازالتی در شرایط تبلور جزءبه‌جزء پذیرفته شده است. بر پایه کارهای علمی بوون، می‌توان از کانی‌های موجود در یک سنگ، شرایطی نسبی که مواد تحت آن شرایط تشکیل شده‌اند را به‌دست‌آورد.

## توصیف

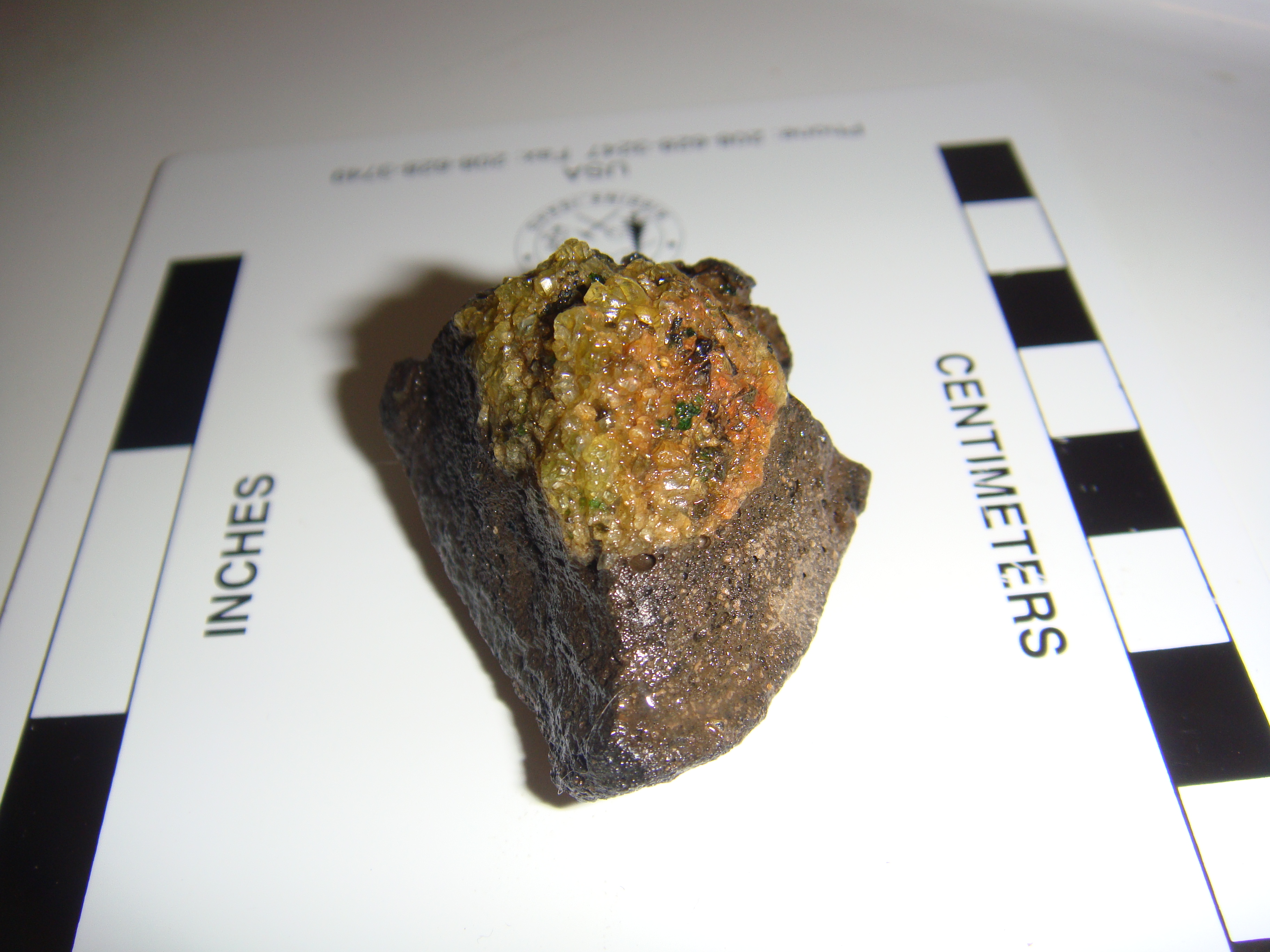
هوازدگی الیوین تا iddingsite در بیگانه‌سنگ گوشته سیاره‌ای که نشان‌دهنده اصول سری‌های انحلالی گلدیش است.

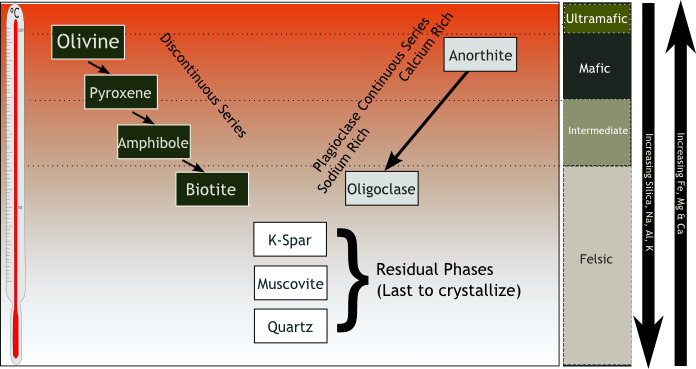
سری‌های واکنشی بوون

سری‌های واکنشی بوون به دو شاخه تقسیم شده است: پیوسته (کانی‌های فلسیک: فلدسپارها) و ناپیوسته (کانی‌های مافیک). کانی‌های در بالای تصویر (تصویر کناری) اولین کانی‌هایی هستند که متبلور می‌شوند و بنابراین شیب دمایی را می‌توان از بالا به پایین خواند که کانی‌های با دمای زیاد در بالا و مواد با دمای کم در پایین قرار می‌گیرند. شاخه سمت راست تصویر، شاخه پیوسته (با انحلال جامد پیوسته کانی‌های فلسیک) است و منجر به تشکیل پلاژیوکلازهای غنی از سدیم در دماهای پایین‌تر می‌شود. در سری‌های ناپیوسته، کانی‌های مافیک مانند الیوین با سرد شدن ماگما ابتدا در دمای بالاتر متبلور می‌شود. با این حال اگر این کانی‌ها رسوب نکنند (ته‌نشین نشوند)، ترکیب ماگما تغییر نمی‌کند و با سرد شدن بیشتر ماگما، الیوین به صورت پیروکسن تبلور مجدد می‌یابد.
از آنجا که سطح زمین در مقایسه با مناطق تشکیل سنگ، محیطی با دمای پایین است، نمودار پایداری نسبی کانی‌ها را نیز نشان می‌دهد، بدین صورت که کانی‌هایی که در پایین هستند پایدارترین و کانی‌هایی که در بالا هستند، ناپایدارتر نسبت به هوازدگی هستند که به نام سری‌های انحلالی گلدیش شناخته می‌شود. این وضعیت به دلیل آن است که کانی‌ها در شرایط دما و فشار نزدیک به شرایطی که در آن شکل گرفته‌اند، پایدارتر هستند.